# Última nit a Milà
Última nit a Milà (italià: L’ultima notte di Amore) és una pel·lícula italiana de thriller policíac del 2023 escrita i dirigida per Andrea Di Stefano. La pel·lícula és protagonitzada per Pierfrancesco Favino, Linda Caridi, Antonio Gerardi, Francesco Di Leva i Camilla Semino Favro. Narra la història d'en Franco Amore, que escriu el seu discurs de comiat la nit de la seva jubilació, encara que ningú sap que aquella nit serà la més llarga i difícil de tota la seva vida professional. S'ha doblat i subtitulat al català.
Va ser seleccionada per al 73è Festival Internacional de Cinema de Berlín, a la Gala Especial de la Berlinale, on es va projectar el 24 de febrer de 2023. Es va estrenar als cinemes el 9 de març de 2023. La pel·lícula va ser preseleccionada per presentar-se als 96è Premis Oscar com a candidata italiana a la millor pel·lícula de parla no anglesa el setembre de 2023.